# Eclipsa de Soare din 13 iulie 2037

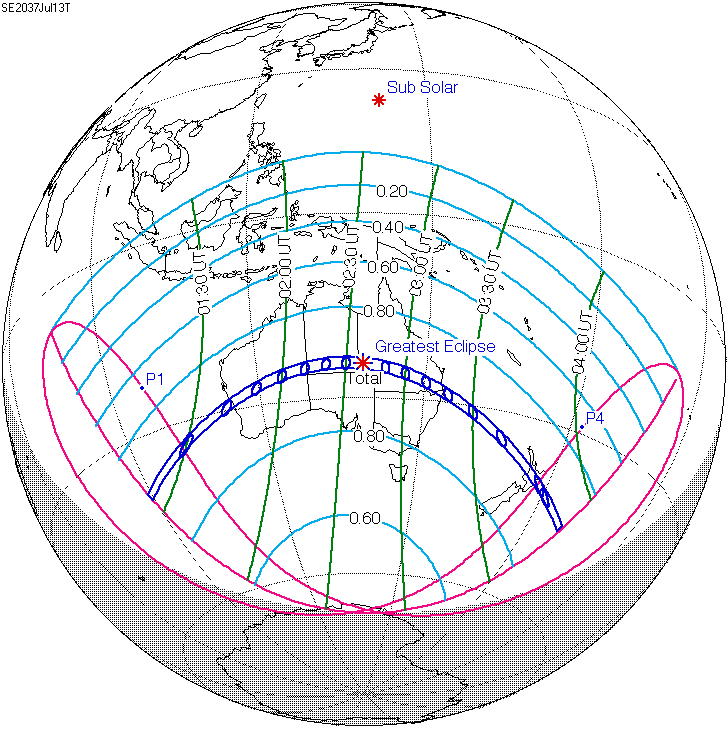
Harta eclipsei generale din 13 iulie 2037

O eclipsă totală de Soare va avea loc la 13 iulie 2037.

## Parcurs

Harta animată a eclipsei din 13 iulie 2037.

Această eclipsă totală va descrie o buclă mare care va începe în Oceanul Indian, va traversa întreaga Australie centrală, de la coasta de vest la coasta de est, unde va avea maximul; apoi va continua deasupra Oceanului Pacific. Eclipsa va trece peste centrul Insulei de Nord a Noii Zeelande. Apoi va sfârși, la circa 1.000 de kilometri în larg, în Sud-Estul Insulei de Nord.